# Музей Николая Рериха (Нью-Йорк)
Музей Николая Рериха в Нью-Йорке посвящен творчеству Николая Рериха, художника русского происхождения, чьи работы были сосредоточены на природных сценах Гималаев. Музей расположен в здании из коричневого камня по адресу 319 West 107th Street в Верхнем Вест-Сайде Манхэттена. Первоначально музей располагался в Мастер-билдинге на 103-й улице и Риверсайд-драйв, который был построен специально для Рериха в 1929 году.
Несмотря на ограничения индийского законодательства об экспорте, собрание музея включает в себя около 200 работ Рериха, а также коллекцию архивных материалов.